# Egal Shidad
Egal Shidad (Somali : Cigaal Shiidaad, Egal Shidad) est un personnage folklorique connu comme l'homme le plus lâche.

## Biographie
Originaire de Somalie, Egal Shidad était connu pour son dégoût des animaux sauvages et son incapacité à prendre des risques Comme beaucoup de Somaliens,, Shidad était un éleveur nomade de chameaux et de moutons. Il parcourait le pays avec son troupeau à la recherche d'eau et de pâturages Bien que lâche, Shidad était également sage. Cela lui valut de nombreuses aventures.
Grâce à ses histoires, Shidad est devenu une légende populaire parmi les Somaliens.